# Puerto peruano de Iquique
El Puerto de Iquique, se refiere al periodo histórico de la ciudad de Iquique antes del tratado de Ancón (1883), desde los primeros habitantes de la zonas atacameñas pasando por las guerras emancipadoras, los caudillismo que vivía la República Peruana, la creación de la Confederación Perú-Boliviana. El antiguo Puerto Iquique fue una ciudad peruana ubicada a orillas del océano Pacífico en el Desierto de Atacama[cita requerida] fue la capital de la antigua provincia de Iquique y del antiguo departamento de Tarapacá, Puerto Iquique fue una de las ciudades más importante del sur peruano, con bastante movimiento comercial en especial el pesquero tanto industrial como artesanal y más adelante también el gran aunque efímero negocio del salitre y el guano lo que conllevó a la Guerra del Pacífico con lo que el Perú perdía este importante puerto. Actualmente en lo que era el antiguo puerto se ubica el paseo Baquedano (antes conocido como calle Huancavelica) donde aún perduran las antiguas casas y es un sitio bastante visitado por los turistas por su alto contenido cultural.

## Historia

### Periodo prehispánico
Los primeros habitantes de esta zona, donde miles de años después nacerá Puerto Iquique, conformaban pequeñas tribus nómadas que vagaban por el área costera. Eran descendientes directos de los aborígenes que en algún momento bajaron del altiplano y posteriormente de la depresión intermedia, permaneciendo su estilo de vida sin grandes cambios, durante cuatro mil años. De este grupo se sabe poco sobre sus creencias y vida espiritual, pero a partir del periodo arcaico (8.000 AC) hay indicios de un desarrollo cultural mayor identificado como Cultura Chinchorro, que tomó su nombre del balneario donde fueron descubiertas las más antiguas del mundo. Son incluso más arcaicas que las egipcias. El hombre de Chinchorro pertenecía a un pueblo seminómada, habitando la costa en el circuito comprendió entre Arica y la desembocadura del río Loa. Con características especiales, los chinchorro permanecían en los afloramientos de napas subterráneas y en los faldeos de los cerros en donde se acumulaba cierta cantidad de agua generada por la camanchaca. Cuatro mil años antes de Cristo tomaron contacto con los pueblos ubicados en las quebradas del interior y las familias trashumantes de la Pampa del Tamarugal. Otras características que marca la cultura Chinchorro son sus rituales funerarios. Este pueblo enterraba a sus muertos bajo sus viviendas, confeccionadas sobre bases de piedras y levantadas con troncos de cactus. Durante la conquistas incaicas el actual territorio del desaparecido Puerto Iquique formaba del Collasuyo.

### Expediciones españolas

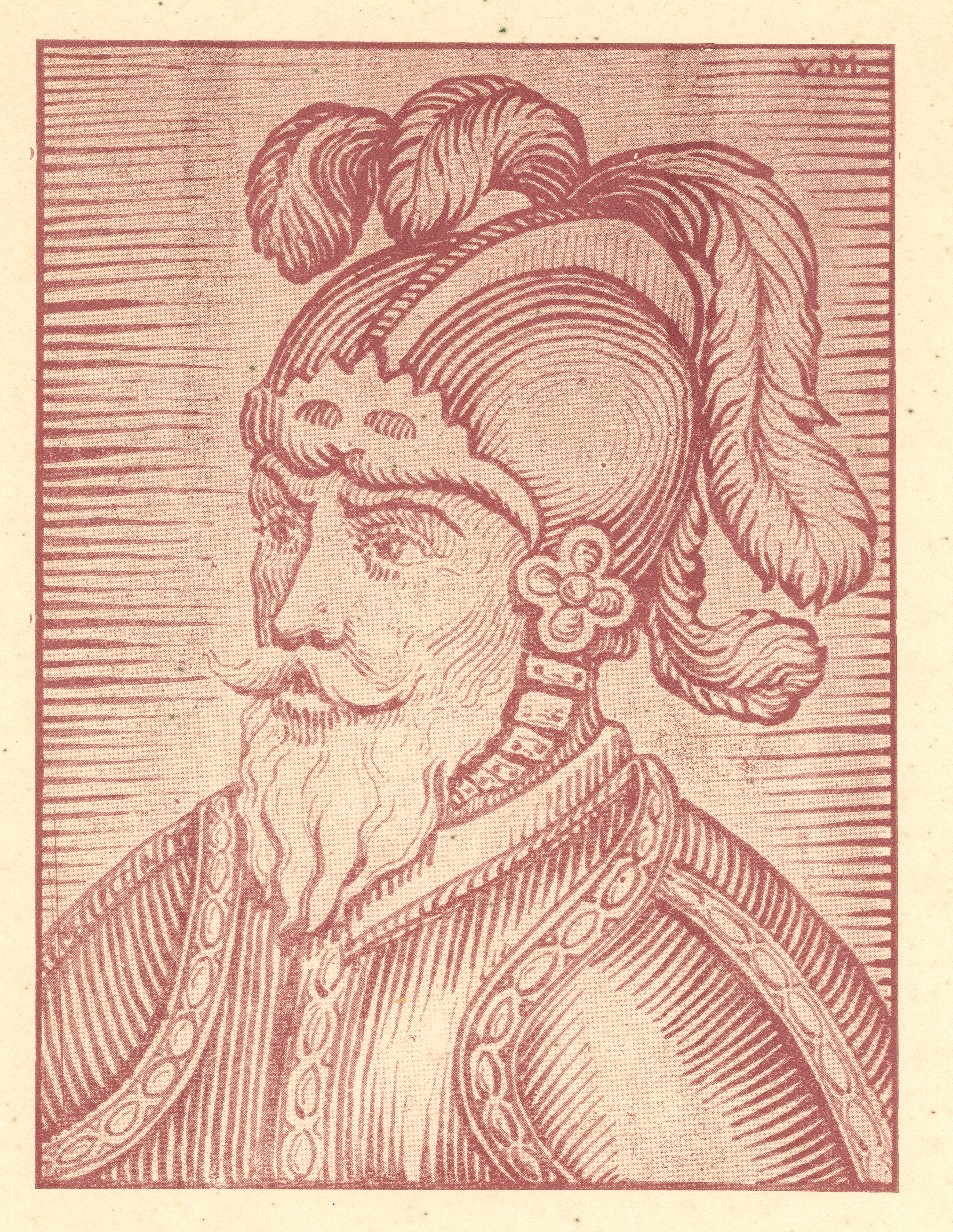
Dibujo de Diego de Almagro durante su estadía en Quito.

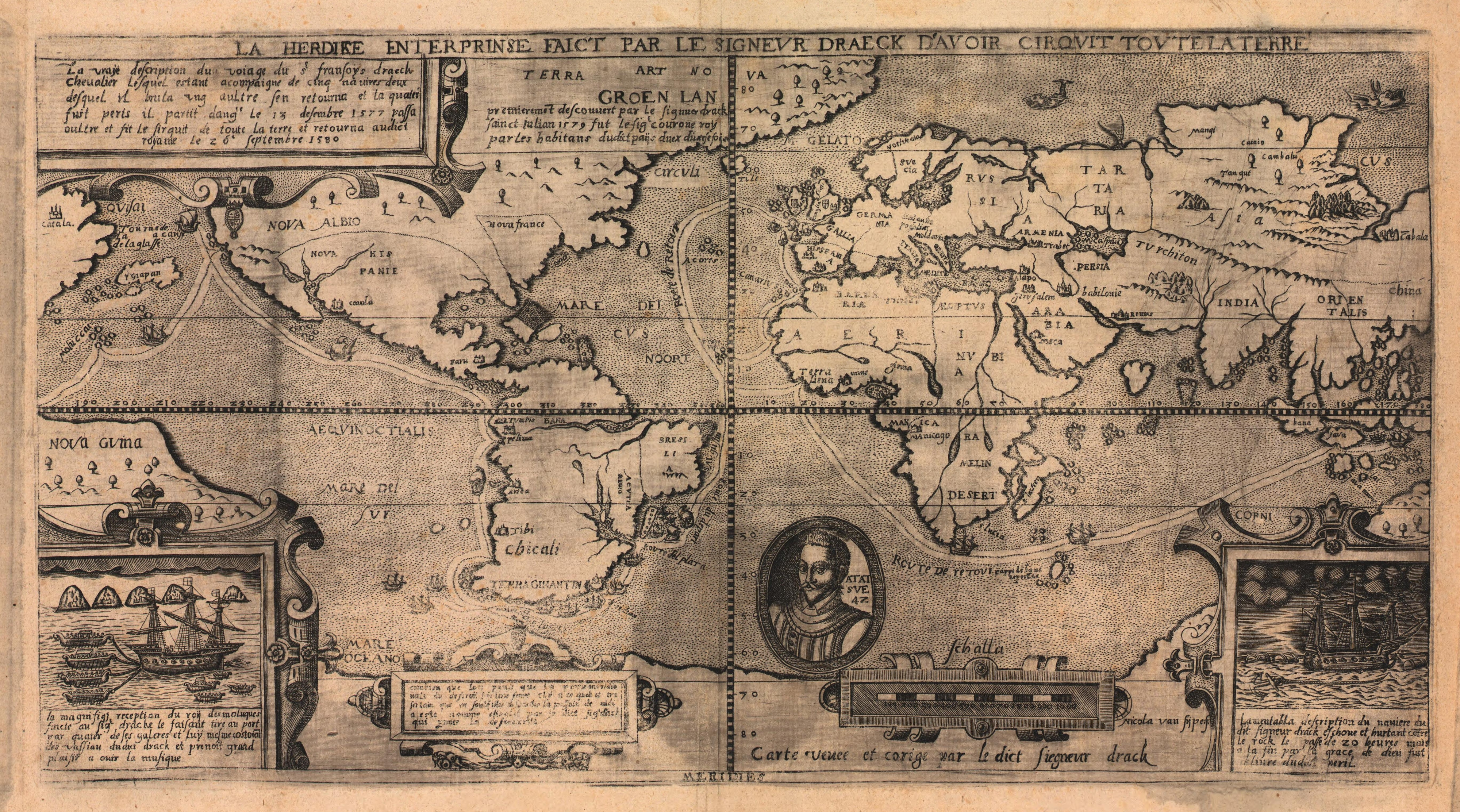
Mapa de las expediciones de Francis Drake, se puede observar que pasa por Iquique.

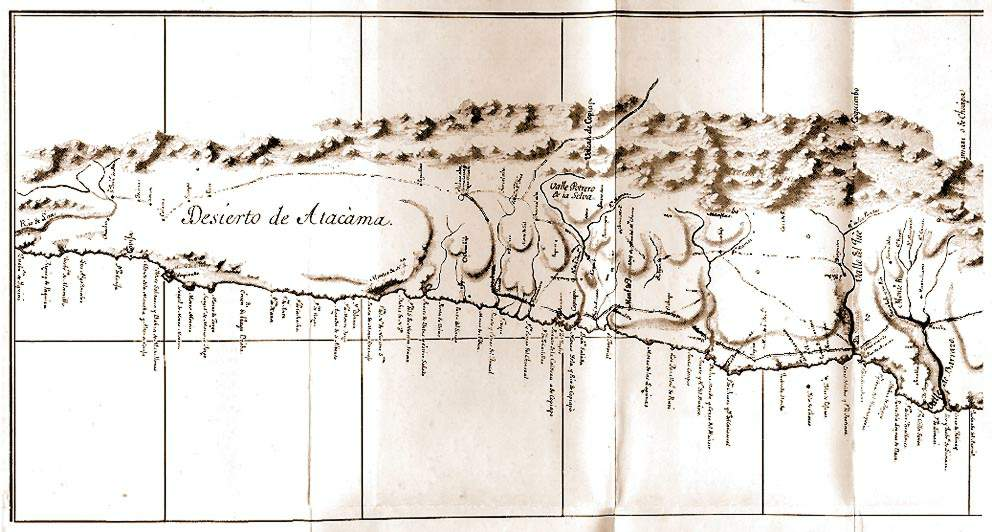
El desierto de Atacama abarcaba toda la zona sur del Perú,el litoral boliviano y el actual norte chico de Chile.

Entre agosto de 1535 y febrero de 1537, Diego de Almagro por órdenes de Francisco Pizarro dirigió la que se ha dado en llamar la expedición a Chile, claramente pasando su recorrido por Puerto Iquique que se dio con un grupo de españoles (con numerosos nativos que usaban como porteadores), partiendo desde el Cuzco llegando hasta el río Bío Bío y regresando a Arequipa. Todo ello por los únicos caminos que había desde el zur chileno hasta el Virreinato del Perú pasando por los andes y el desierto de Atacama. Geopolíticamente durante el periodo español, Puerto Iquique estaba dentro de la jurisdicción de la Intendencia de Arequipa por órdenes del gobernador de Lima. La actividad del caserío indígena no varió mayormente una vez iniciada la conquista española, al menos hasta 1556, cuando comenzaría la explotación del mineral de plata de Huantajaya. El rol de Iquique durante el período de esplendor del mineral se limitaría a ser el puerto de desembarque de trabajadores y aventureros, y de descarga de productos de primera necesidad con destino al mineral, principalmente agua, concentrándose la actividad comercial en el propio yacimiento. La aldea de Iquique, en esta época, jamás cumpliría la función de "puerto de la plata". Parte importante del mineral extraído era conducido directamente a Carangas, donde era acuñado, enviándose luego vía terrestre a Arica, donde estaban las Cajas Reales. La abundancia de piratas y corsarios en la costa del Virreinato hacían esta práctica necesaria. En 1574 Francis Drake asoló la aldea, pudiendo encontrar solo trece barras de plata. 
Mientras Huantajaya recibía a miles de personas deseosas de fortuna, la actividad del naciente puerto de Iquique se limitaba al envío a Arica de brea para embadurnar las badanas del azogue y de los odres, pescado seco y guano, explotado en la isla Serrano por un grupo de indígenas y esclavos negros.
En 1681 un navegante inglés, de paso por el puerto, lo describía como un caserío de veinte casas habitado por no más de cincuenta personas. Tiempo después, en 1753, la revista de indios del corregimiento de Arica registraba en el puerto solo 27 indígenas, tan pobres que ni siquiera estaban en condiciones de pagar tributos.  En 1764 el irlandés Antonio O'Brien visitó la aldea, informando de la presencia de entre 25 y 30 indígenas y un número todavía más reducido de mestizos. Destacaba la presencia de un arrendatario de la explotación de guano y juez de marina, Antonio Cuadros (propietario además de la única casa sólida del caserío), el alcalde y el alguacil. Los datos de O'Brien serían confirmados un año después por el geógrafo Cosme Bueno, quien agregaría que la gran parte de la población seguía viviendo de la pesca del tollo y el congrio, como venía ocurriendo desde hacía más de un siglo. En 1791 el intendente Antonio Álvarez y Jiménez describía el puerto como "de muy corto vecindario, careciendo no solo de las producciones para la mantención de sus habitantes, conduciéndose todo de fuera, causa por la que aquella república no se ha extendido a más de habitar pescadores". El poco atractivo de vivir en Iquique queda demostrado con el hecho de que, tras la decadencia de Huantajaya, a mediados del siglo XVII, el puerto no absorbería siquiera una parte mínima de su población, manteniéndose esta constante (no más de cien habitantes) durante más de dos siglos.

### Periodo Independentista

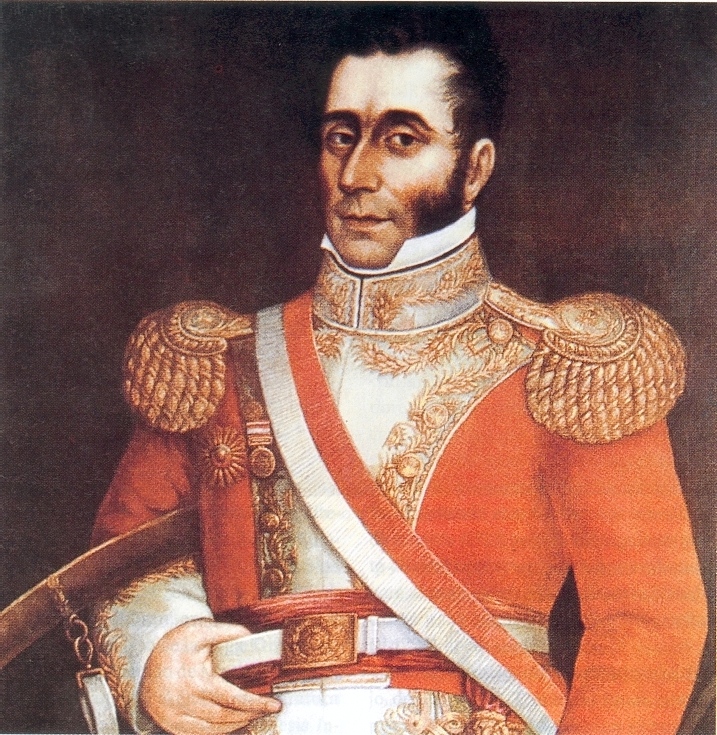
José Bernardo de Tagle fue unos de los hombres que apoyaron la independencia del Perú paralelamente el al ver que el sur peruano seguía leal a los realista quiso conversar con los españoles para que el sur del virreinato peruano siguiera siendo parte de España a favor que este reconozca al Protectorado de San Martín.

El proceso independentista afectaría el devenir del decadente puerto. En junio de 1818, una vez conocido el triunfo del ejército libertador en Maipú, y temiendo una posible invasión, las autoridades del Virreinato ordenaron la organización de un plan de defensa costero entre El Callao y Cobija, enviando fuerzas de defensa a cada uno de los puertos y caletas del litoral. Puerto Iquique concentró un pequeño destacamento realista que tuvo que hacer frente, en septiembre de ese año, al intento de asalto de un grupo de supuestos insurgentes chilenos, argentinos e ingleses. Atrapados poco tiempo después, resultaron ser una banda de salteadores que meses antes habían saqueado la ciudad de Pacocha, sin tener vinculación alguna con movimientos emancipacionistas. Recuperados parte de los enseres robados, la nave fue hundida frente a la isla Serrano, mientras los detenidos fueron enviados a Arica, donde fueron sometidos a proceso.
La proclamación de José de San Martín como Protector del Perú no cambió mayormente la situación del sur peruano, que permanecería leal a la autoridad hispana. El 15 de abril de 1821, San Martín ordenó el bloqueo de caletas y puertos comprendidos entre los paralelos 15° y 22°30' latitud sur, esto es, desde el puerto de Nazca hasta Cobija. La aldea de Iquique fue sitiada por el bergantín "Belgrano" y tres embarcaciones menores con la orden de cortar todo tipo de aprovisionamiento, perseguir el contrabando al interior y evitar la fuga de realistas.
El bloqueo del puerto, el primero de su historia, se mantuvo hasta noviembre de 1822, cuando se produjo el desembarque e invasión de parte del ejército libertador, siendo recibidos por los pocos pobladores residentes con demostraciones del "gozo más puro y sincero", luego de sufrir, durante el tiempo que duró el bloqueo, continuos abusos y saqueos por parte del ejército realista. El desembarco daría también al Perú sus primeros héroes republicanos, el teniente coronel Pedro de La Rosa y el sargento mayor Manuel Taramona, muertos durante la operación y elevados a esa categoría por el gobierno peruano en 1823.

### Provincia de Iquique

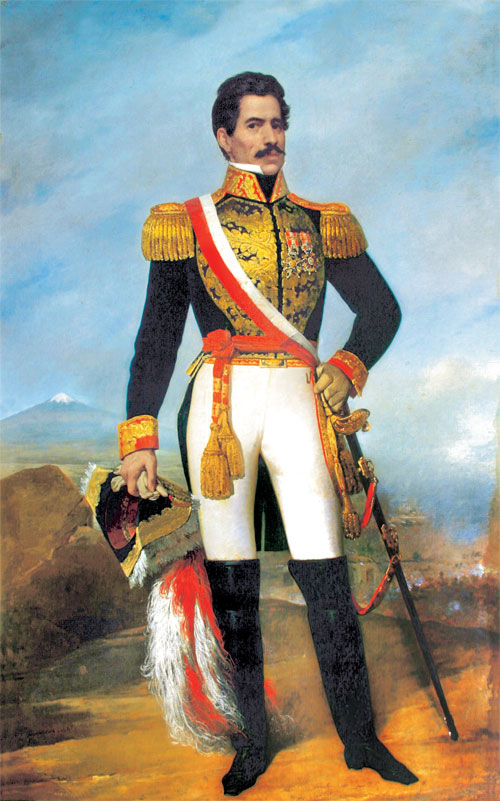
Ramón Castilla oriundo de la ciudad de San Lorenzo de Tarapacá fue el responsable de hacer crecer a Iquique y atraer a los inversionistas extranjeros, logrando así convertir a Iquique de un pobre pueblo con casuchas a un pujante puerto llegando a ser una de las ciudades más grandes e importantes del Perú e indirectamente activando el comercio en la vecina ciudad de Antofagasta.

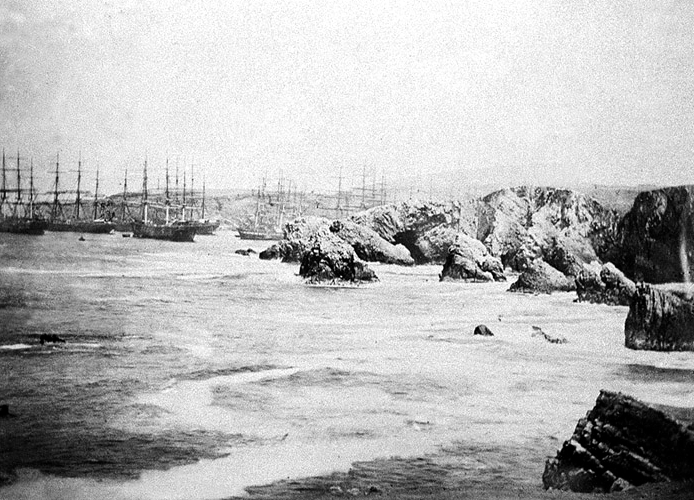
Carguío de guano en las islas Chincha, hacia 1866.

La independencia peruana y la anarquía política e los años posteriores profundizaron los problemas del caserío, al no disponer de autoridades permanentes y restringirse el intercambio comercial como consecuencia de la contracción económica heredada de la guerra. La sensación de inseguridad se comprobaría en 1824, cuando parte del ejército español proveniente del Alto Perú se embarcó por Puerto Iquique rumbo a Chiloé. Antes a su retirada por el puerto saquearon dos modestas casas comerciales y asesinaron a un residente británico. Igualmente violentos fueron los enfrentamientos entre un sector del ejército peruano radicado en Tarapacá, opositor a la designación de Simón Bolívar como Presidente Vitalicio, con fuerzas leales a su gobierno, que invadieron la provincia en 1826 a través de Iquique.
Ramón Castilla se convertiría con el correr de los años en el gran benefactor de Puerto Iquique. Oriundo de la provincia, tuvo una destacada participación en el proceso independentista del Perú, participando luego activamente en la guerra del 78 y en los conflictos con Bolivia e internos tras el fin del conflicto. Eterno rival de otro de los grandes caudillos peruanos, Manuel Ignacio Vivanco, a mediados de 1843 Castilla desconoció su autoridad como autoproclamado Jefe Supremo de la nación y formó en Arequipa una Junta Suprema de Gobierno junto a otro general, Domingo Nieto, representando a todas las provincias del sur.
Bajo estas circunstancias, el 13 de noviembre de 1843 Puerto Iquique fue reconocido como Puerto Mayor, lo que le permitía importar y exportar productos directamente sin necesidad de ser gravados en Arica o algún otro puerto. El nuevo estatus jurídico de la ciudad obligaba a las autoridades a disponer de un mayor número de funcionarios fiscalizadores y a abrir una caja recaudadora de contribuciones, obligando a la realización de nuevas obras de infraestructura o al mejoramiento de sus ruinosas instalaciones
La apertura del nuevo puerto mayor, sin embargo, no lograría los objetivos que buscaba. El aumento del control tributario no iba a la par con la fiscalización de caletas intermedias que sirvieron como puertos activos de contrabando de artículos hacia el interior. En septiembre de 1844 el gobernador de Iquique informaba a Castilla que la aldea era "más pobre que antes", y que muchos optaban por vivir en Pisagua donde las restricciones eran nulas y los beneficios muchos". El nuevo puerto mayor también afectaba seriamente los intereses de un buen número de comerciantes extranjeros radicados en Arica, y que hasta antes de 1843 tenían el control absoluto de la navegación de cabotaje desde ese puerto hasta Cobija.
En vista de los magros resultados, el 3 de septiembre de 1845 un decreto volvía a proclamar a Iquique como Puerto Menor, bajo el argumento de que "era necesario controlar eficazmente el contrabando que ha disminuido considerablemente las entradas de la Aduana"30.
El término formal de su estatus de puerto mayor no significaría la pérdida de privilegios comerciales para Iquique. El 21 de octubre de 1845 el gobierno de Castilla dispuso la entrega de diversas franquicias excepcionales al puerto, autorizando a los buques peruanos a importar directamente desde el extranjero una serie de productos vitales para la industria salitrera, como carbón, madera, sacos, herramientas para labores mineras y purificación del agua. La población local también se beneficiaría, al permitir el pago en Iquique de los impuestos provenientes de la internación de trigo, cebada, maíz, charqui, manteca y afrecho. Algunos de estos productos, como los sacos vacíos, leña y carbón de piedras, se introducirían libres del pago de contribuciones en buques de cualquier bandera.
Poco tiempo después, el 11 de noviembre, fue permitido a las embarcaciones peruanas internar víveres de cualquier clase pagando solo la mitad de los derechos correspondientes. Productos como aguardiente, carbón, leña y tabaco quedaban incluso exentos de pago. Los buques extranjeros no tenían las mismas facilidades. Si bien podían transportar a Iquique los mismos productos, quedaban afectos al pago los derechos correspondientes.
El personal del puerto y fiscalización también aumentaría de modo significativo: en marzo de 1847 se creaba la diputación de comercio de la provincia de Tarapacá, con asiento en Puerto Iquique. Su función, entre otras, era conciliar a los comerciantes en sus demandas mercantiles, calificar matrículas de comercio y llevar el registro y control de los buques dedicados al cabotaje. El personal de puerto, que hasta noviembre de ese año constaba solo con un capitán de puerto y cuatro guardas, se elevó a un capitán con rango de teniente primero, un cabo, un patrón y cuatro grumetes. La Aduana, independiente en sus funciones, contaría con un teniente administrador, un amanuense, un cabo de resguardo, seis guardas, un patrón de falúa y dos marineros.
La protección y estímulo de Castilla no se limitó al comercio. En diciembre de 1847 los vecinos de la ciudad fueron eximidos de pagar contribuciones por concepto de bienes raíces, "en razón de ser Puerto Iquique una población nueva, de no más de mil habitantes, sin agua potable, sin víveres, y que necesita especial protección para ensanchar una valiosa industria desprovista de brazos y de otros auxilios indispensables".
El amparo de Castilla a su provincia natal fue retribuida por la población en diversas ocasiones. Los primeros días de 1845, tras ser derrocado y enviado al exilio a Chile, el general Manuel Ignacio Vivanco desembarcó en Arica intentando iniciar una revuelta militar en Tarapacá. Para su desgracia, no logró adhesión a su causa en Iquique. En febrero de 1845 su nave fue bombardeada frente a la isla Serrano, siendo capturado por las tropas leales a Castilla. En retribución a su fidelidad, ese año la ciudad fue honrada por el gobierno como "ejemplo de patriotismo".